# Râul Ratca
Râul Ratca este un curs de apă, afluent al râului Egher. 